# Izraelscy nobliści (seria monet)
Seria Izraelscy nobliści obejmuje złote i srebrne izraelskie monety kolekcjonerskie emitowane przez Bank Izraela, dystrybuowane przez Israel Coins and Medals Corporation (ICMC). Seria zainaugurowana została w 2008 roku monetą upamiętniającą Szmuela Josefa Agnona.

## Lista monet w serii
Wszystkie monety, niezależnie od nominału i kruszcu, posiadają ten sam rewers, na którym znajduje się popiersie noblisty, imię, nazwisko, rok otrzymania Nagrody Nobla w językach angielskim i hebrajskim. Moneta z Rabinem posiada dodatkowo na rewersie gałązkę oliwną, a moneta z Peresem gołąbka pokoju. W przypadku awersu każda z monet posiada przypisany nominał z nazwą waluty w językach angielskim i hebrajskim, nazwę państwa w językach hebrajskim, arabskim i angielskim, arabskie tłumaczenie napisu z rewersu, herb Izraela oraz datę wybicia według kalendarza gregoriańskiego i żydowskiego. Moneta z Agnonem na awersie posiada obrys jego sylwetki, moneta z Beginem portret Cartera, Sadata i Begina podczas uścisku dłoni, a moneta z Rabinem gałązkę oliwną, a moneta z Peresem gołąbka pokoju.
Mennice: ICMC – Ma’ale ha-Chamisza; Królewska Mennica Holenderska – Utrecht.
| Moneta             | Rok emisji | Nominał | Stop   | Średnica (mm) | Masa (g) | Znak mennicy | Mennica                       | Nakład | Nr Krause | Wizerunek   |
| ------------------ | ---------- | ------- | ------ | ------------- | -------- | ------------ | ----------------------------- | ------ | --------- | ----------- |
| Szmuel Josef Agnon | 2008       | 1 ILS   | Ag 925 | 30            | 14,4     | ✡            | ICMC                          | 666    | KM# 439   | AwersRewers |
| Szmuel Josef Agnon | 2008       | 2 ILS   | Ag 925 | 38,7          | 28,8     | מ            | ICMC                          | 666    | KM# 445   | AwersRewers |
| Szmuel Josef Agnon | 2008       | 10 ILS  | Au 916 | 30            | 16,96    | מ            | ICMC                          | 322    | KM# 449   | AwersRewers |
|                    |            |         |        |               |          |              |                               |        |           |             |
| Menachem Begin     | 2010       | 1 ILS   | Ag 925 | 30            | 14,4     | ✡            | Królewska Mennica Holenderska | 460    | KM# 478   | AwersRewers |
| Menachem Begin     | 2010       | 2 ILS   | Ag 925 | 38,7          | 28,8     | מ            | Królewska Mennica Holenderska | 511    | KM# 479   | AwersRewers |
| Menachem Begin     | 2010       | 10 ILS  | Au 916 | 30            | 16,96    | מ            | Królewska Mennica Holenderska | 296    | KM# 480   | AwersRewers |
|                    |            |         |        |               |          |              |                               |        |           |             |
| Icchak Rabin       | 2011       | 1 ILS   | Ag 925 | 30            | 14,4     | ✡            | Królewska Mennica Holenderska | 411    | KM# 495   | AwersRewers |
| Icchak Rabin       | 2011       | 2 ILS   | Ag 925 | 38,7          | 28,8     | מ            | Królewska Mennica Holenderska | 424    | KM# 496   | AwersRewers |
| Icchak Rabin       | 2011       | 10 ILS  | Au 916 | 30            | 16,96    | מ            | Królewska Mennica Holenderska | 227    | KM# 497   | AwersRewers |
|                    |            |         |        |               |          |              |                               |        |           |             |
| Szimon Peres       | 2023       | 1 ILS   | Ag 925 | 30            | 14,4     | ✡            | ICMC                          | 1800   | b.d.      | AwersRewers |
| Szimon Peres       | 2023       | 2 ILS   | Ag 925 | 38,7          | 28,8     | מ            | ICMC                          | 2800   | b.d.      | AwersRewers |
| Szimon Peres       | 2023       | 10 ILS  | Au 916 | 30            | 16,96    | מ            | ICMC                          | 555    | b.d.      | AwersRewers |